# Kallima hewitsoni
Kallima hewitsoni är en fjärilsart som beskrevs av Moore. Kallima hewitsoni ingår i släktet Kallima och familjen praktfjärilar. Inga underarter finns listade i Catalogue of Life.